# Хидеки Тоџо
Хидеки Тоџо (јап. 東條 英機; Токио, 30. децембар 1884 — Токио, 23. децембар 1948) био је генерал Јапанске царске војске (ИЈА), вођа профашистичке организације Удружење за помоћ царској владавини и 40. премијер Јапана од 17. октобра 1941. до 22. јула 1944. године. Као премијер је био одговоран за напад на Перл Харбор, што је изазвало рат између Јапана и САД. Након завршетка Другог светског рата, Тоџо је ухапшен и на Токијском процесу осуђен на смрт вешањем за јапанске ратне злочине.

## Биографија
Рођен је 30. децембра 1884. године у Токију као трећи син јапанског генерала Хиденорија Тоџоа. На војну академију кренуо је 1899, а завршио је 1905. године. Након завршетка академије, упућен је у пешадију као поручник. Оженио се Кацуко Ито 1909. и с њом имао три сина и четири кћери. Од 1928. године био је заповедник војног одела задуженог за мобилизацију и припрему војника у случају рата и убрзо после тога унапређен у чин пуковника.

### Генерал
Године 1933. био је унапређен у генерал-мајора и служио као шеф Персоналног одела у министарству рата. Од августа 1934, био је задужен за заповедање 24. пешадијском бригадом ИЈА, а септембра 1935. био је послан у јапанску марионетску државу Манџукуо (Манџурија), где је преузео заповедништво над војном полицијом Квантуншке армије, главне јапанске војске у региону. Носио је репутацију ефикасног, одлучног и агресивног вође. Његове тешке дисциплинарне тактике дале су му надимак Жилет. По политичком опредељењу био је фашиста, националиста и милитариста. Током покушаја пуча у војсци 26. фебруара 1936, Тоџо и генерал Шигеру Хонџо супротставили су се побуњеницима. Побуњеници су напослетку били присиљени да се предају. Извршена је чистка радикалних официра у војсци, а пучистима је суђено и погубљени су. Тоџо је 1937. године био унапређен у врховног заповедника Квантуншке армије. Руководио је мањим војним операцијама по Унутрашњој Монголији унутар Манџукуоа. Јула 1937. лично је предводио јединице 1. независне бригаде у операцији Чахар, што му је било једино право борбено искуство.
Након инцидента на мосту Марка Пола, што се узима за почетак Другог кинеско јапанског рата, Тоџо је наредио напад на Хопеј и остале мете у североисточној Кини. Прихватио је јеврејске избеглице, сходно јапанској политици према њима, и није се освртао на немачке протесте. Године 1938, био је позван у Јапан како би преузео функцију заменика министра рата.

### Успон до функције премијера
Пошто је био велика потпора офанзивној стратегији у Другом кинеско-јапанском рату, 1940. био је унапређен је у министра рата. Био је убеђен да ће Нацистичка Немачка победити у Европи, па је 1940. подржао потписивање Тројног пакта с Немачком и Италијом. Од тог дана те три земље (и њихове савезнице) биле су познате као Силе Осовине. Након преговора са Вишијевском Француском, обезбедио је дозволу да Јапан распореди своје трупе у Француској Индокини јула 1941. године. Упркос томе што су и саме формално признале владу у Вишију, Сједињене Државе су у знак одмазде наметнуле Јапану економске санкције у августу, укључујући и тотални ембарго на извоз нафте и плина. Напетост унутар јапанске војске због ембарга је расла, а цар Хирохито веровао је да чак ни харизматични Тоџо напослетку неће успети да смири ситуацију. И Тоџо је настојао да избегне сукоб с САД, али не по цену тога да Јапан у корист подизања ембарга буде присиљен да се повуче из Француске Индокине и окупираних делова Кине. Дотадашњи премијер Фумимаро Коное, не видећи излаз из кризе, дао је оставку 16. октобра.

### Премијер
До јесени 1941. било је изгледно да је улазак Јапана у рат против Сједињених Држава неизбежан. Иако у почетку био против тога, Хирохито је 17. октобра напослетку поставио Тоџоа за премијера. Цар је одобрио план напада на САД 5. новембра, а на конференцији 1. децембра коначно је санкционисана одлука рата против Сједињеих Држава, Енглеске и Холандије. Дана 7. децембра 1941. године, Тоџова влада објавила је рат САД и напала америчку војну луку Перл Харбор на Хавајима.
Тоџо је уз премијерску функцију и даље био министар рата. Временом је постао и министар унутрашњих послова (1941—1942), министар спољних послова (1942), министар за образовање (1943) и министар трговину и индустрију (1943).
Првих година рата његова популарност била је на врхунцу; Јапан је ишао из победе у победу. Међутим, ратна срећа се окренула против Јапана након битке код Мидвеја; Тоџо се суочавао са све већом опозицијом у редовима војске и владе. Након јапанског пораза на Сајпану, био је принуђен да поднесе оставку 18. јула 1944. године и отишао у пензију.

### Заробљеништво, суђење и смрт
Након капитулације Јапана септембра 1945, амерички генерал Даглас Макартур издао је наређење за хапшење првих 40 осумњичених ратних злочинаца. Када је Тоџо сазнао да је и он међу осумњиченима, приликом хапшења извршио је неуспешан покушај самоубиства; пуцао је себи у срце, али су меци изашли кроз трбух. Био је хоспитализован и након лечења пребачен у затвор. Током суђења, прихватио је одговорност за све тачке ратних злочина, које су га теретиле. На Токијском процесу, суд га је 12. новембра 1948. године осудио смрт вешањем. Иако су неки критичари замерали Макартуру што нико од јапанске царске породице није био сумњичен за злочине, и сам Тоџо напослетку је одбио да сведочи против цара, верујући у његову непогрешивост. У свом последњем говору, извинио се за почињене злочине и замолио америчке војнике да покажу милост према јапанском народу. Казна је извршена 23. децембра исте године.